# Średniopłat

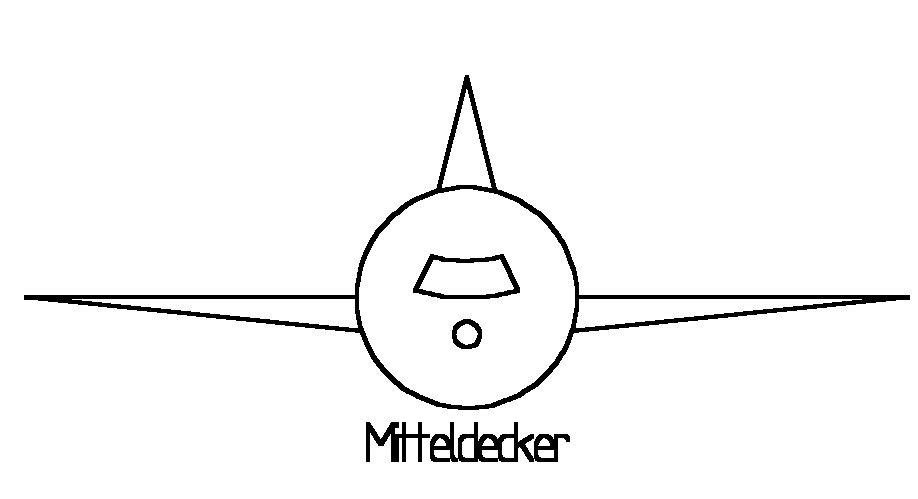
Schemat średniopłata

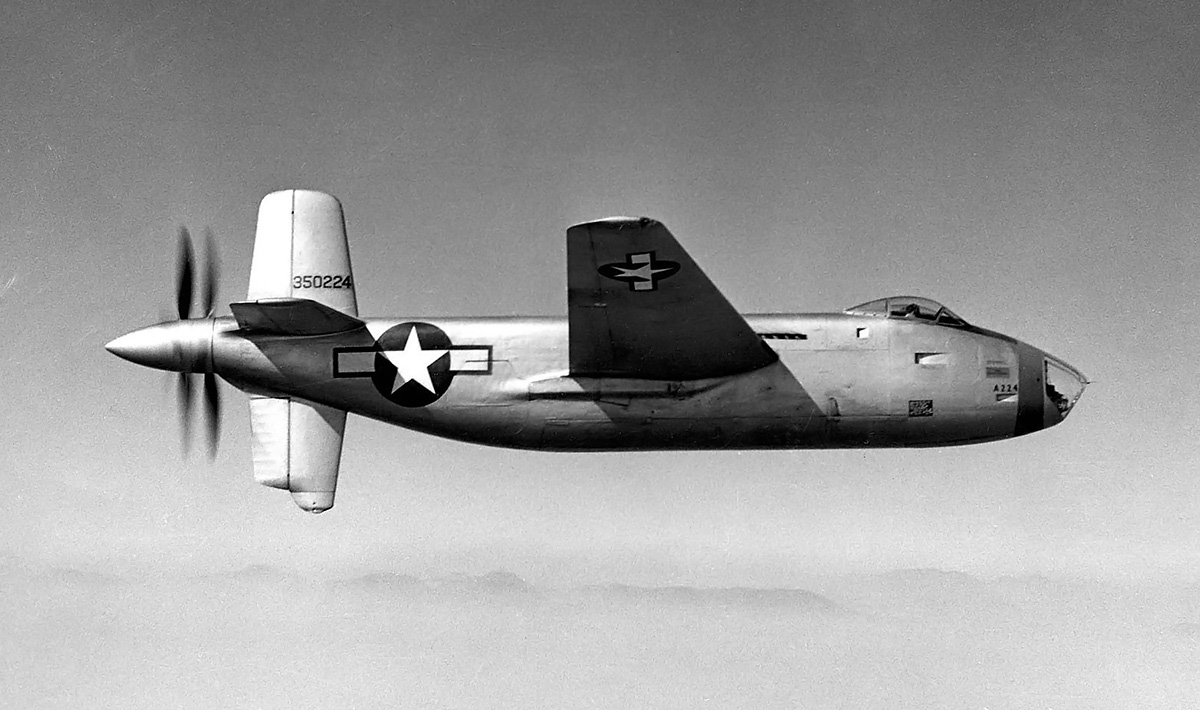
Douglas XB-42 Mixmaster

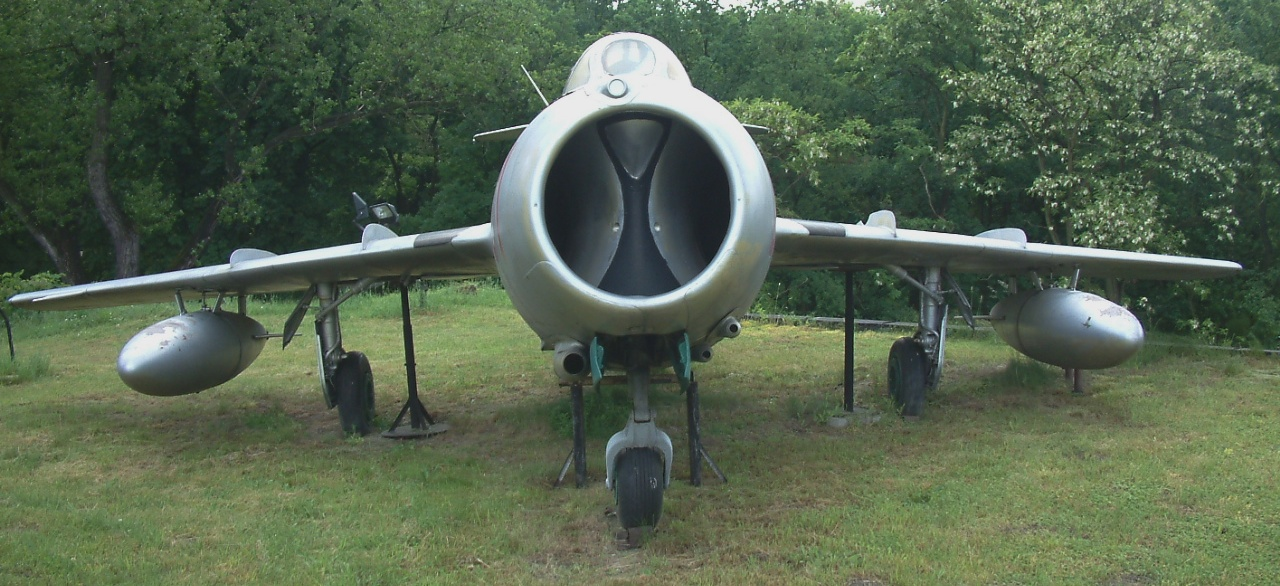
MiG-15

Średniopłat – samolot jednopłatowy o płacie umocowanym na wysokości osi podłużnej kadłuba. Układ ten jest korzystniejszy pod względem interferencji skrzydeł i kadłuba od układu dolnopłata, ale charakteryzuje się gorszymi właściwościami nośnymi. Powszechnie spotykany w samolotach myśliwskich, np.:
- Grumman F4F Wildcat
- F-16 Fighting Falcon
- F/A-18 Hornet
- MiG-21
- MiG-29
- Su-27